# Cita en las nubes
Citas en las nubes es el primer álbum de estudio del cantautor argentino Noel Schajris. Fue lanzado al mercado en 1999. El primer sencillo del álbum fue «Iluminame».

## Lista de canciones
| Cita en las nubes |                                 |          |  |
| N.º               | Título                          | Duración |  |
| 1.                | «Ilumíname»                     | 3:49     |  |
| 2.                | «Pobre corazón»                 | 4:13     |  |
| 3.                | «Te espero»                     | 3:39     |  |
| 4.                | «Para siempre»                  | 4:25     |  |
| 5.                | «Dónde nace el amor»            | 3:56     |  |
| 6.                | «¿A dónde van las nubes?»       | 4:48     |  |
| 7.                | «Te seguiré»                    | 4:10     |  |
| 8.                | «Cada vez»                      | 4:02     |  |
| 9.                | «Siempre que tú estés»          | 4:03     |  |
| 10.               | «Volverá el amor»               | 4:24     |  |
| 11.               | «Ilumíname (Versión remix)»     | 3:35     |  |
| 12.               | «Ilumíname (Versión en inglés)» | 3:48     |  |
| 47:06             |                                 |          |  |